# Turbonilla stricta
Turbonilla stricta är en snäckart som beskrevs av Addison Emery Verrill 1873. Turbonilla stricta ingår i släktet Turbonilla och familjen Pyramidellidae. Inga underarter finns listade i Catalogue of Life.